# Vito Bruno
Vito Bruno (Crispiano, 1957) è uno scrittore e giornalista italiano.

## Biografia
Nato a Crispiano, in provincia di Taranto, nel 1957,  vive a Roma. 
Esordisce in campo poetico nel 1986 con la raccolta Movimenti e quattro anni più tardi in ambito narrativo con il romanzo Per invecchiare ho bisogno di tempo. Dopo Cirlè e altri racconti del 1995 (vincitrice del Premio Cesare Pavese), è tornato al romanzo nel 2000 con Mare e mare, finalista al Premio Campiello. In seguito ha pubblicato il romanzo Domenica ti vengo a trovare, il noir Il ragazzo che credeva in Dio, il libro-testimonianza L' amore alla fine dell'amore, l'ebook La trappola perfetta e il metaletterario La rinascita del pesce palla. 
Giornalista, collabora con varie testate tra cui il Corriere della Sera e il Corriere del Mezzogiorno.

## Opere

### Poesia
- Movimenti (1977-1984), Reggio Emilia, Aelia Laelia, 1986

### Romanzi
- Per invecchiare ho bisogno di tempo, Roma, Stalker, 1990
- Mare e mare, Roma, E/O, 2000
- Domenica ti vengo a trovare, Venezia, Marsilio, 2003
- Il ragazzo che credeva in Dio, Roma, Fazi, 2009[4]
- L' amore alla fine dell'amore: una lettera dalla parte dei padri, Roma, Elliot, 2010[5]
- La trappola perfetta (ebook), goWare, 2012
- La rinascita del pesce palla, San Cesario di Lecce, Manni, 2014

### Racconti
- Cirlè e altri racconti, Milano, Feltrinelli, 1995